# Unho Park
Unho Park (10 januari 1976) werd in Korea geboren maar heeft nu de Australische nationaliteit. Hij speelt sinds 2002 op de Aziatische PGA Tour. 
De familie Park emigreerde met Unho naar Australië, waar hij in Darwin opgroeide. Zijn vader gaf les in taekwondo. Unho heeft een zwarte band. Hij is getrouwd en woont in Singapore. Ze hebben twee kinderen.

## Amateur
Unho was een van de top spelers van het Noordelijk Territorium en speelde de Interstate toernooien toen hij nog op school zat.

## Professional
Unho werd in 1997 professional en speelde op de Asian Developement Tour, sinds 2002 op de Japan Golf Tour en sinds 2004 op de Asian Tour. 
 In 2006 kwalificeerde hij zich voor het Brits Open.
 In 2007 behaalde hij in Maleisië twee overwinningen.

In 2011 speelde hij slecht en verloor na tien jaar zijn speelrecht. 

In 2012 werd hij in mei uitgenodigd voor het PGA Kampioenschap in Hong Kong. Nadat hij dat won met een birdie op de laatste hole, kwam zijn zelfvertrouwen weer terug zodat hij de tweede helft van het seizoen beter speelde, nog net in de top-60 eindigde en zijn volle speelrecht voor 2013 behield.
Unho is voorzitter van het Tournament Players Committee (TPC) van de Asian Tour.

### Gewonnen
- 2007: Impian Kajang Classic, Petaling Jaya Classic
- 2012: Ageas Hong Kong PGA Kampioenschap (207)